# Internet Privacy Act
Pour les articles homonymes, voir IPA.
L'Internet Privacy Act ou IPA (code 431.322.12) est une loi américaine fictive que l'on trouve souvent invoquée sur les réseaux peer-to-peer et sur les sites de warez, dans des avertissements affichés à l'attention des représentants d'associations anti-piratage ou de gouvernements, afin de les dissuader de consulter leur contenu, et ainsi se prémunir contre les poursuites judiciaires. Cet avertissement est donc le plus souvent utilisé par des personnes se livrant à des activités illégales (mise à disposition d'œuvres en infraction au droit d'auteur, de matériel pour le piratage informatique, vente en ligne de contrefaçons, etc.), mais pas nécessairement. Il est lié à la notion d'entrapment (piège, ou provocation policière).
Apparue vers la fin des années 1990, cette fausse loi se perpétue au cours du temps grâce à de simples copier-coller légèrement modifiés selon le contenu du site.
Voici un exemple d'avertissement que l'on peut trouver sur ces sites ou réseaux :

« If you are affiliated with any government, anti-piracy group or any other related group, or were formally a worker of one you CANNOT enter this web site, cannot access any of its files and you cannot view any of the HTML files. If you enter this site you are not agreeing to these terms and you are violating code 431.322.12 of the Internet Privacy Act signed by Bill Clinton in 1995 and that means that you CANNOT threaten our ISP(s) or any person(s) or company storing these files, and cannot prosecute any person(s) affiliated with this page which includes family, friends or individuals who run or enter this web site. »

En français :

« Si vous êtes ou avez été affiliés avec un quelconque gouvernement, organisation anti-piratage ou autre, vous ne POUVEZ PAS consulter ce site, ou accéder aux pages HTML et aux autres fichiers qui y sont disponibles. Si vous consultez ce site, vous violez le code 431.322.12 de l'Internet Privacy Act signé par Bill Clinton en 1995, vous ne POURREZ alors PAS menacer ou poursuivre en justice notre site, notre hébergeur ou quelque personne que ce soit, affiliés à ces pages ; y compris la famille, les amis ou les personnes visitant ce site Web. »

Contrairement à ce qu'affirment ces webmasters, cette loi n'a jamais été signée par Bill Clinton ni même existé. Pourtant, nombreux sont les sites qui l'affichent sur leur page d'accueil ; au contraire, ils deviennent alors très facilement traçables, par l'intermédiaire d'un simple moteur de recherche, par exemple.
Plus récemment, de tels avertissements sont apparus sur des sites d'enchères tels qu'eBay, dans des annonces mettant en vente des personnages de MMORPG (ce qui peut être illégal).